# 7-dehydrocholesterol
7-dehydrocholesterol is een sterolverbinding die vrij voorkomt in het bloedplasma als precursor van vitamine D3 (cholecalciferol). Omdat 7-dehydrocholesterol onder invloed van ultraviolet licht wordt omgezet in vitamine D3, wordt het geclassificeerd als een provitamine. Het komt ook voor in de melk van diverse zoogdieren. In insecten is 7-dehydrocholesterol een precursor van het hormoon ecdyson dat nodig is voor de ontwikkeling tot een volwassen individu. De stof werd ontdekt door Nobelprijswinnaar Adolf Windaus.
De synthese van vitamine D3 vindt plaats in aanwezigheid van uv B-straling, dat meestal alleen doordringt tot in de epidermis van de menselijke huid. De hoogste absorptie van 7-dehydrocholesterol ligt bij golflengtes tussen 290 en 320 nanometer en dus zal de productie van vitamine D3 vooral bij deze golflengtes plaatsvinden. De twee belangrijkste factoren die synthese hiervan bepalen zijn de hoeveelheid (intensiteit) en kwaliteit (geschikte golflengte) van het uv-licht. Een andere factor is de hoeveelheid 7-dehydrocholesterol die al in de huid aanwezig is. 